# Base de datos de animación

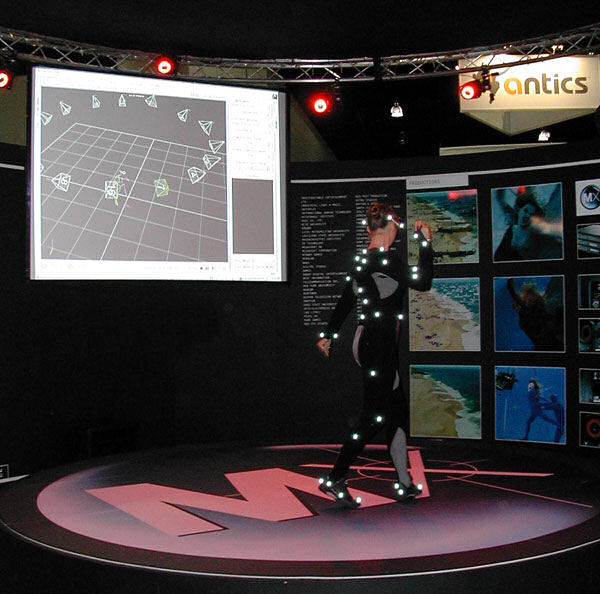
Los movimientos de un bailarín, capturados vía captura de movimiento óptico puede ser almacenada en una base de datos de animación, entonces analizado y reutilizados.

Una base de datos de animación es una base de datos que almacena fragmentos de animaciones o movimientos humanos que pueden ser consultados y analizados para desarrollar y reunir animaciones nuevas, la mayor parte de las veces animaciones por computadora. Dado que la generación manual de grandes cantidades de animación puede ser costoso a nivel económico y de tiempo, una base de datos de animación puede asistir a los usuarios a construir animaciones utilizando componentes existentes, y compartiendo fragmentos de animación.
Los primeros ejemplos de bases de datos de animación incluyen el sistema MOVE los cuales utilizaba una base de datos orientada a objetos. Las bases de datos de animación modernas están pobladas vía la extracción de "Skeletal animations" provenientes de la captura del movimiento.
Otros ejemplos incluyen simulacro de multitudes en los qué un número de personas está simulado como multitud. Dado que en algunas aplicaciones hay necesidad de personas caminando a diferentes velocidades, por ejemplo en una acera, la base de datos de animación puede usarse parar recuperar y fusionar diferentes figuras animadas. El método es principalmente conocido como "motion graphs".
Las bases de datos de animación también pueden ser utilizadas para "contar cuentos interactivamente" los fragmentos de animación se sacan de la base de datos de animación y se reciclan para combinarlos en nuevas historias. Por ejemplo, la base de datos de animación Animebase se utiliza dentro del sistema Words Anime para ayudar a generar animaciones utilizando componentes reciclados. En este acercamiento, el usuario puede poner palabras que forman partes de una historia y hace una búsqueda, la base de datos selecciona fragmentos de animación adecuados. Este tipo de sistema usa dos bases de datos: una base de datos de animación, así como una base de datos de historias. La base de datos de historias puede utilizar sujetos, predicados y objetos para referirse a fragmentos de historia. El sistema entonces asiste al usuario a emparejar fragmentos de historia y fragmentos de animación.
Las bases de datos de animación también pueden ser utilizadas para la generación de escenas visuales que utilizan modelos humanoides. Un ejemplo de aplicación es el desarrollo de un sistema humanoide de lengua de signos para ayudar a los discapacitados.
Otra aplicación de una base de datos de animación es en la síntesis de quietud para caracteres humanos. Los seres humanos se mueven todo el tiempo y de maneras únicas, y la presentación de un conjunto compatible y realista de quietud para cada personaje entre segmentos de animación diferentes ha sido un reto, p. ej. cada persona tiene una manera única de estar y esto necesita ser representado de una manera realista durante una animación. Uno de los problemas es que la quietud afecta todas las articulaciones y simplemente mostrar movimientos estadísticos en cada articulación resulta en representaciones poco realistas. Un acercamiento para resolver este problema es utilizar una base de datos de animación con un gran conjunto de movimientos humanos pregrabados, y obtener los patrones adecuados de movimiento de la base de datos a través de análisis estadístico.